# Jauhen Kawyrschyn
Jauhen Sjarhejewitsch Kawyrschyn (belarussisch Яўген Сяргеевіч Кавыршын, russisch Евгений Сергеевич Ковыршин/Jewgeni Sergejewitsch Kowyrschin; * 25. Januar 1986 in Elektrostal, Russische SFSR) ist ein russisch-belarussischer Eishockeyspieler, der seit 2020 beim HK Junost Minsk in der Extraliga unter Vertrag steht.

## Karriere

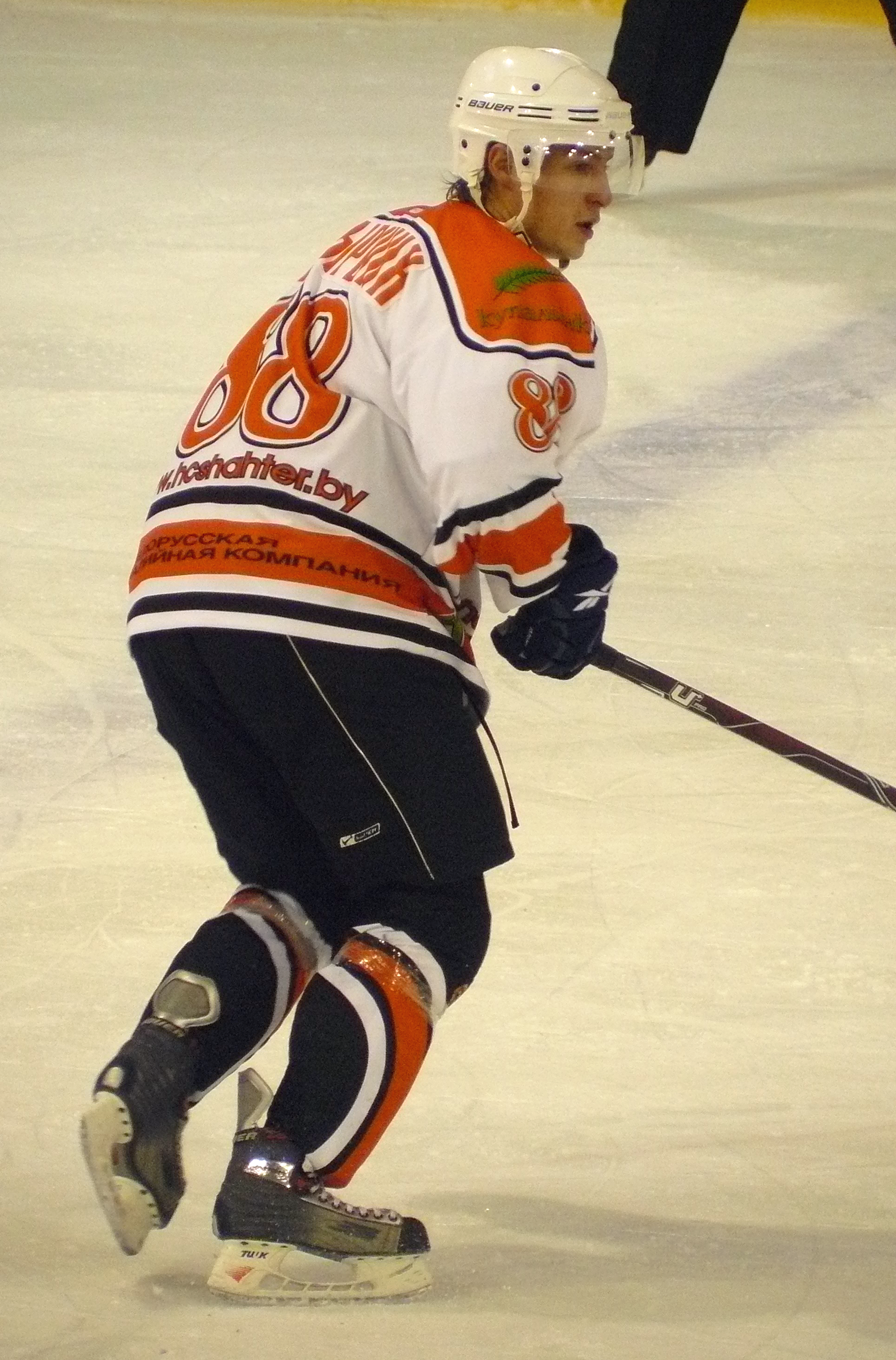
Kawyrschyn im Trikot des HK Schachzjor Salihorsk

Der in der Russischen SFSR geborene Kawyrschyn spielte während seiner Juniorenzeit für Elemasch Elektrostal. Im Jahr 2003 wechselte er nach Belarus und lief die folgenden drei Jahre für den HK Brest auf. Dort war er sowohl in der ersten als auch zweiten Mannschaft aktiv. Im Jahr 2006 wechselte er innerhalb der belarussischen Extraliga zum Hauptstadtklub HK Keramin Minsk. Mit den Hauptstädtern errang er 2008 den belarussischen Meistertitel und Pokal. Im Jahr zuvor war er bereits Vizemeister geworden.
Nach weiteren drei Jahren nahm er im Sommer 2009 ein Angebot des Stadtrivalen HK Dinamo Minsk an, der der Kontinentalen Hockey-Liga angehörte. In den folgenden beiden Jahren lief er hauptsächlich für deren Farmteam, den HK Schachzjor Salihorsk, in der belarussischen Extraliga auf und absolvierte 21 KHL-Spiele für Dinamo.
Im Oktober 2011 wurde er von Sewerstal Tscherepowez verpflichtet und spielte dort bis zum Ende der Saison 2015/16 in der KHL. Im Juni 2016 kehrte er zu Dinamo Minsk zurück und nahm mit diesem am Spengler Cup 2016 teil, bei dem er in das All-Star-Team des Turniers gewählt wurde. 2020 wechselte er zum Lokalrivalen HK Junost Minsk in die Extraliga, die er mit dem Klub 2021 gewinnen konnte.

### International
Kawyrschyn vertrat Belarus bei den Weltmeisterschaften 2009, 2010, 2011, 2012, 2013, 2014, 2015, 2016, 2017 und 2018 in der Top-Division. In den Jahren 2009, 2010, 2014 und 2015 erreichte er mit dem Team jeweils die Zwischenrunde. Nach dem Abstieg 2018 spielte er 2019 in der Division I, als der Wiederaufstieg in die Top-Division gelang, den die Belarussen aber wegen der weltweiten Covid-19-Pandemie erst 2021 wahrnehmen konnten. Zudem vertrat er bei der Qualifikation für die Olympischen Winterspiele in Pyeongchang 2018 seine Farben.

## Erfolge und Auszeichnungen
- 2007 belarussischer Vizemeister mit dem HK Keramin Minsk
- 2008 Belarussischer Pokalsieger mit dem HK Keramin Minsk
- 2008 Belarussischer Meister mit dem HK Keramin Minsk
- 2009 Gewinn des Spengler Cups mit dem HK Dinamo Minsk
- 2010 Belarussischer Vizemeister mit dem HK Schachzjor Salihorsk
- 2016 Spengler Cup All-Star-Team
- 2020 Belarussischer Meister mit dem HK Junost Minsk

### International
- 2019 Aufstieg in die Top-Division bei der Weltmeisterschaft der Division I, Gruppe A

## Karrierestatistik

### International
(Legende zur Spielerstatistik: Sp oder GP = absolvierte Spiele; T oder G = erzielte Tore; V oder A = erzielte Assists; Pkt oder Pts = erzielte Scorerpunkte; SM oder PIM = erhaltene Strafminuten; +/− = Plus/Minus-Bilanz; PP = erzielte Überzahltore; SH = erzielte Unterzahltore; GW = erzielte Siegtore; 1 Play-downs/Relegation; Kursiv: Statistik nicht vollständig)